# Chehalis (Washington)
Pour les articles homonymes, voir Chehalis.
La ville de Chehalis est le siège du comté de Lewis, dans l’État de Washington, aux États-Unis.
La population de la ville était de 7 259 habitants lors du recensement de 2010.

## Transports
Chehalis possède un aéroport (Chehalis-Centralia Airport, code AITA : CLS).

## Personnalités liées à la ville
- Le guitariste de jazz Ralph Towner est né à Chehalis en 1940.

## Culture populaire
Dans la série américaine Grey's Anatomy, le personnage d'Izzie Stevens (Katherine Heigl) a grandi à Chehalis, WA. La ville est notamment évoquée à plusieurs reprises dans l'épisode 9 de la saison 6.